# Bela (personagem)
Bela é uma personagem de ficção que protagoniza o clássico francês A Bela e a Fera. Sua história teve varias versões, provavelmente em virtude da necessidade de adaptar o conto a contextos contemporâneos, visto que a primeira publicação do conto foi em 1740. Em todas as versões, Bela é caracterizada como uma personagem gentil,  generosa e humilde que gostava muito de ler.

## Origens
Na história original, publicada em 1740 por  Gabrielle-Suzanne Barbot, Bela é a terceira filha de um mercador rico que perde sua fortuna. Diferente de das irmãs, a menina se adapta facilmente ao novo estilo de vida e fazia o possível para ajudar o pai. Durante a narrativa, a Fera se apaixona por Bela e tenta fazer o possível para conquista-la. O final é feliz, ja que Bela aceita se casar com a Fera e vive feliz para sempre.   
A versão mais conhecida da obra foi um resumo publicado por Madame Jeanne-Marie LePrince de Beaumont, em 1756.  Em 1757, recebeu a primeira versão inglesa. Depois disso, o conto se popularizou na Europa, e Bela foi retratada por diversos autores diferentes.  

### No cinema
A obra foi representada no cinema diversas vezes, e sofreu inúmeras adaptações que chegaram a ganahar prêmios como o Oscar e Globo de Ouro. 
O primeiro filme da história é uma produção francesa de 1946, nomeada La Belle et la Betê Bela foi representada pela atriz Josette Day e foi interpretada com suas características literárias originais.
Em 1962, uma versão americana retratou a fera como um lobisomem e Bela recebe o nome de Althea e é interpretada por Joyce Taylor. O filme ganhou o nome de A Bela e a Fera, mesmo que o roteiro se distanciasse muito do original.   
Outra versão americana foi lançada em 1987, onde Bela (Rebecca de Mornay) sonha com um príncipe que pede ajuda enquanto convive com a Fera.  
Uma versão moderna foi feita pela industria cinematográfica americana em 1990 , onde Bela ( Linda Hamilton) é uma novaiorquina chamada Catherine Chandler. No filme, ela é sequestrada, espancada e deixada para morrer no Central Park, quando Vincent (a fera) a resgata.
Uma versão teen americana foi lançada em 2011. Nomeada A Fera, Bela (Vanessa Hudgens) é uma adolescente de ensino médio.  
A ultima versão do filme foi também da Disney, o Live Action estreado em 2017 onde Bela é interpretada por Emma Watson. O filme manteve um roteiro prximo a versão ánimada da Disney de 1991.

#### Disney
Bela é uma personagem fictícia que é a protagonista feminina do trigésimo filme de animação da Walt Disney Pictures, A Bela e a Fera (1991). Ela reprisa seu papel como protagonista do filme, nos filmes A Bela e a Fera: O Natal Encantado (1997) e O Mundo Mágico de Belle (1998), além do spin-off Belle's Tales of Friendship (1999) e da série de televisão live-action Sing Me a Story with Belle. De 1991 a 2011, Bela foi dublada pela atriz e cantora americana Paige O'Hara, que fez o teste para o papel depois de ler sobre isso no The New York Times. Desde 2011, Belle foi dublada pela atriz americana Julie Nathanson.  

### Na televisão
A versão televisiva mais famosa de Bela é na série Once Upon a Time, que cria uma relação entre varios clássicos e a vida real. Bela é interpretada pela atriz Emilie de Ravin.    

### No teatro
A representação mais famosa é a da Broadway, que foi estreada em 1994.